# Adanaclava
Adanaclava is een geslacht van weekdieren uit de klasse van de Gastropoda (slakken).

## Synoniem
- Adanaclava adana Bartsch, 1950 => Crassispira adana (Bartsch, 1950)